# Úrvalsdeild 1933
Thống kê của Úrvalsdeild mùa giải 1933.

## Tổng quan
Có 4 đội tham gia, và Valur giành chức vô địch.

## Bảng xếp hạng
| Vị thứ | Câu lạc bộ | St | T | H | B | BT | BB | HS  | Đ |
| 1      | Valur      | 3  | 3 | 0 | 0 | 17 | 3  | +14 | 6 |
| 2      | KR         | 3  | 2 | 0 | 1 | 11 | 7  | +4  | 4 |
| 3      | Fram       | 3  | 1 | 0 | 2 | 6  | 8  | -2  | 2 |
| 4      | Víkingur   | 3  | 0 | 0 | 3 | 0  | 16 | -16 | 0 |